# Aníbal Pinto
Aníbal Pinto Garmendia (Santiago, 15 de março de 1825 – Valparaíso, 9 de junho de 1884) foi um advogado e político chileno. Formado em Direito pela Universidade do Chile, ocupou o cargo de presidente de seu país entre 18 de setembro de 1876 e 18 de setembro de 1881.